# Mikhail Kissine
Michail Kissin (* 1980 in Leningrad, UdSSR) ist ein belgisch-russischer Sprachwissenschaftler, der auf kognitive Pragmatik, klinische Linguistik, Semantik und Sprachphilosophie spezialisiert ist. Er ist Professor für Sprachwissenschaft und Direktor des Forschungszentrums für Sprachen (LaDisco) an der Université Libre de Bruxelles (ULB). Seine Arbeit fokussiert derzeit auf Sprache und Kognition in Autismus.

## Werdegang
Kissine wurde 1980 in Leningrad geboren. Er wollte zunächst Mathematik oder theoretische Physik studieren, entschied sich 2001 aber für ein Studium der Sprachwissenschaft an der Université Libre de Bruxelles (ULB). Nach seiner Graduierung in 2003 erhielt er ein Stipendium der Philippe Wiener – Maurice Anspach Foundation für den Masterstudiengang in Philosophie der Linguistik an der Universität Cambridge. Nach Abschluss seines Studiums in Cambridge kehrte er an die ULB zurück, um eine Doktorarbeit am Forschungszentrums für Sprachen (LaDisco) zu schreiben. Seine 2007 fertiggestellte Arbeit widmete sich der Sprechakttheorie – den kognitiven und kontextuellen Faktoren, die dazu führen, dass derselbe Satz manchmal als Ordnung, als Bedrohung oder als Bestätigung interpretiert wird.
Mikhail Kissine setzte sein Studium als Postdoc des FNRS fort und erhielt im Oktober 2012 eine Stelle als 1. Assistent an der Université Libre de Bruxelles (ULB). Seine beiden wichtigsten aktuellen Projekte sind das BiBi-Projekt, das die Auswirkungen von Zweisprachigkeit und Bi-Dialektalismus auf die kognitive und sprachliche Entwicklung untersucht, und die ACTE-Gruppe, die untersuchen will, was die Sprachentwicklung im Autismus behindert.

## Publikationen
Monographien
- From Utterances to Speech Acts. Cambridge University Press, Cambridge 2013, ISBN 978-1-107-00976-9.
- mit Mark Jary: Imperatives. Cambridge University Press, Cambridge 2014, ISBN 978-1-107-01234-9.

Herausgeberschaft
- mit Philippe de Brabanter: Utterance interpretation and cognitive models. Leyden 2009, ISBN 978-1-84855-650-8
- mit Philippe de Brabanter und Saghie Sharifzadeh: Future Times, Future Tenses. (Oxford Studies of Time in Language and Thought. 2). Oxford University Press, Oxford 2014. ISBN 978-0-19-967915-7